# Acrolophus albipennis
Acrolophus albipennis är en fjärilsart som beskrevs av Edward Meyrick 1931. Acrolophus albipennis ingår i släktet Acrolophus och familjen Acrolophidae. Inga underarter finns listade i Catalogue of Life.